# Frontière entre le Maryland et la Virginie-Occidentale

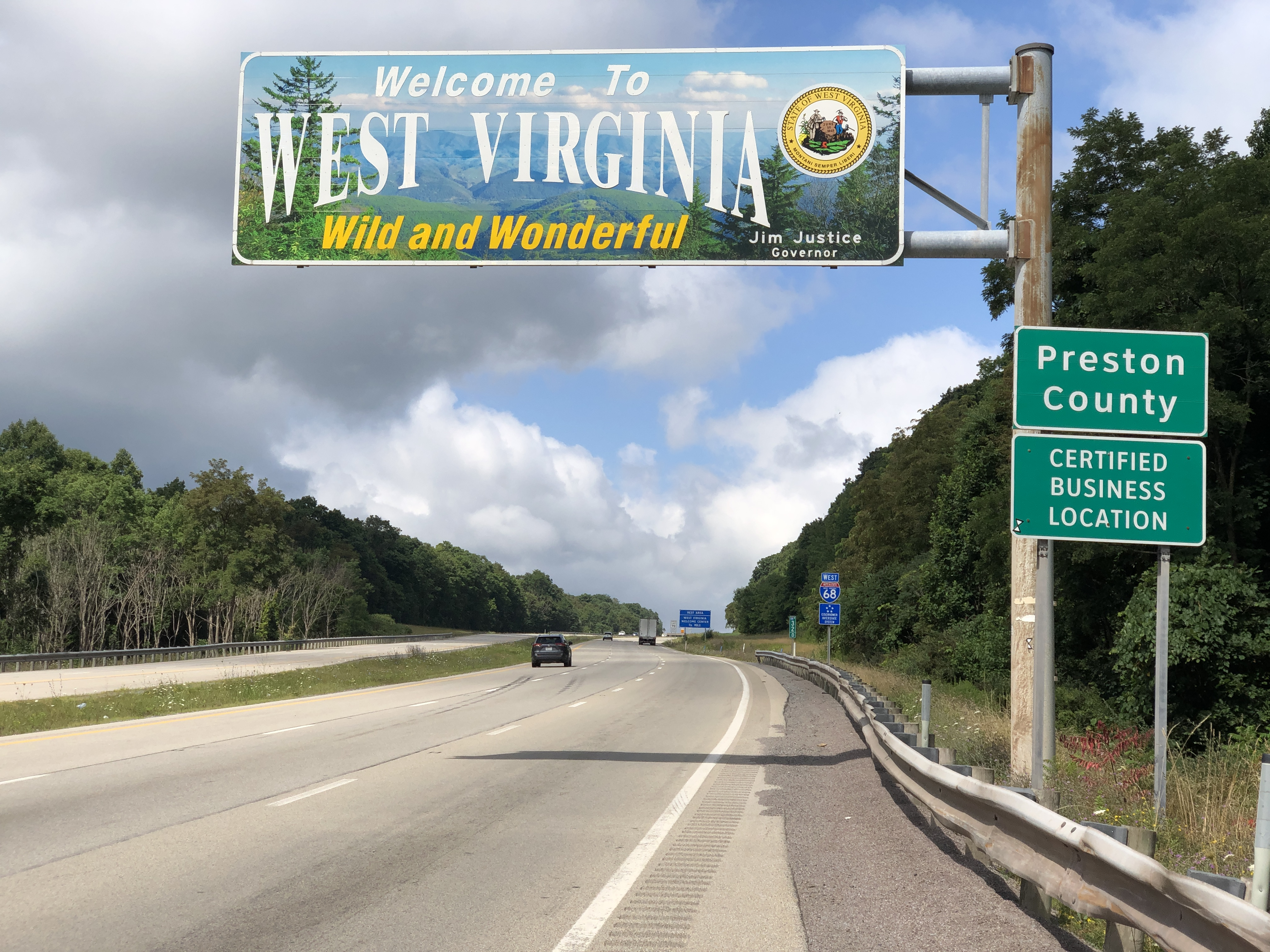
Entrée en Virginie-Occidentale depuis le Maryland.

La frontière entre le Maryland et la Virginie-Occidentale est une frontière intérieure des États-Unis entre le Maryland au nord-est et la Virginie-Occidentale au sud-ouest, deux États de l'est des États-Unis.
Cette frontière marque la limite ouest et une grande partie de la limite sud du Maryland et la limite nord-est de la Virginie-Occidentale.
Du nord au sud puis d'ouest en est, son tracé suit d'abord la longitude 79° 28′ 35″ ouest, le long de la panhandle du Nord de la Virginie-Occidentale, puis bifurque brutalement vers le nord-est pour suivre les cours tortueux de la branche Nord du fleuve Potomac puis du Potomac. Suivant toujours ce dernier, la frontière redescend ensuite vers le sud-est jusqu'à la confluence de la rivière Shenandoah, le tripoint entre le Maryland, le Virginie-Occidentale et la Virginie, se trouvant à un peu plus de 700 mètres en aval de cette confluence, sur la rive droite (sud) du Potomac.
À son point le plus septentrional, à hauteur de la ville de Hancock, cette frontière sud du Maryland n'est éloignée que de 2,5 km de la frontière nord de l'état, celle avec la Pennsylvanie, donnant cette forme géographique particulière du Maryland. 
Une dispute sur la délimitation de cette frontière a été tranchée par une décision de la Cour suprême des États-Unis en 1910 (Maryland v. West Virginia (en)).